# Емануель Лойце
Емануе́ль Ґо́тліб Ло́йце (нім. і англ. Emanuel Gottlieb Leutze; 24 травня 1816 — 18 липня 1868) — німецький і американський художник.

## Життєпис
Емануель Лойце прибув в США в 1825 році, у віці 9 років. Вивчав живопис в Філадельфії. У 1850 році Лойце повертається в Німеччину, де навчається в Дюссельдорфської академії мистецтв у Карла Фрідріха Лессінга. Основною темою художника в живопису стала історична, творчість же його по стилю можна віднести до Дюсельдорфської школі. Найбільш відоме полотно Е. Лойце — «Вашингтон переправляється через Делавер» — було написано під час перебування його в Німеччині; види річки Делавер ж списані з рейнських пейзажів у міста Кайзерверте (нині — частина Дюссельдорфа).

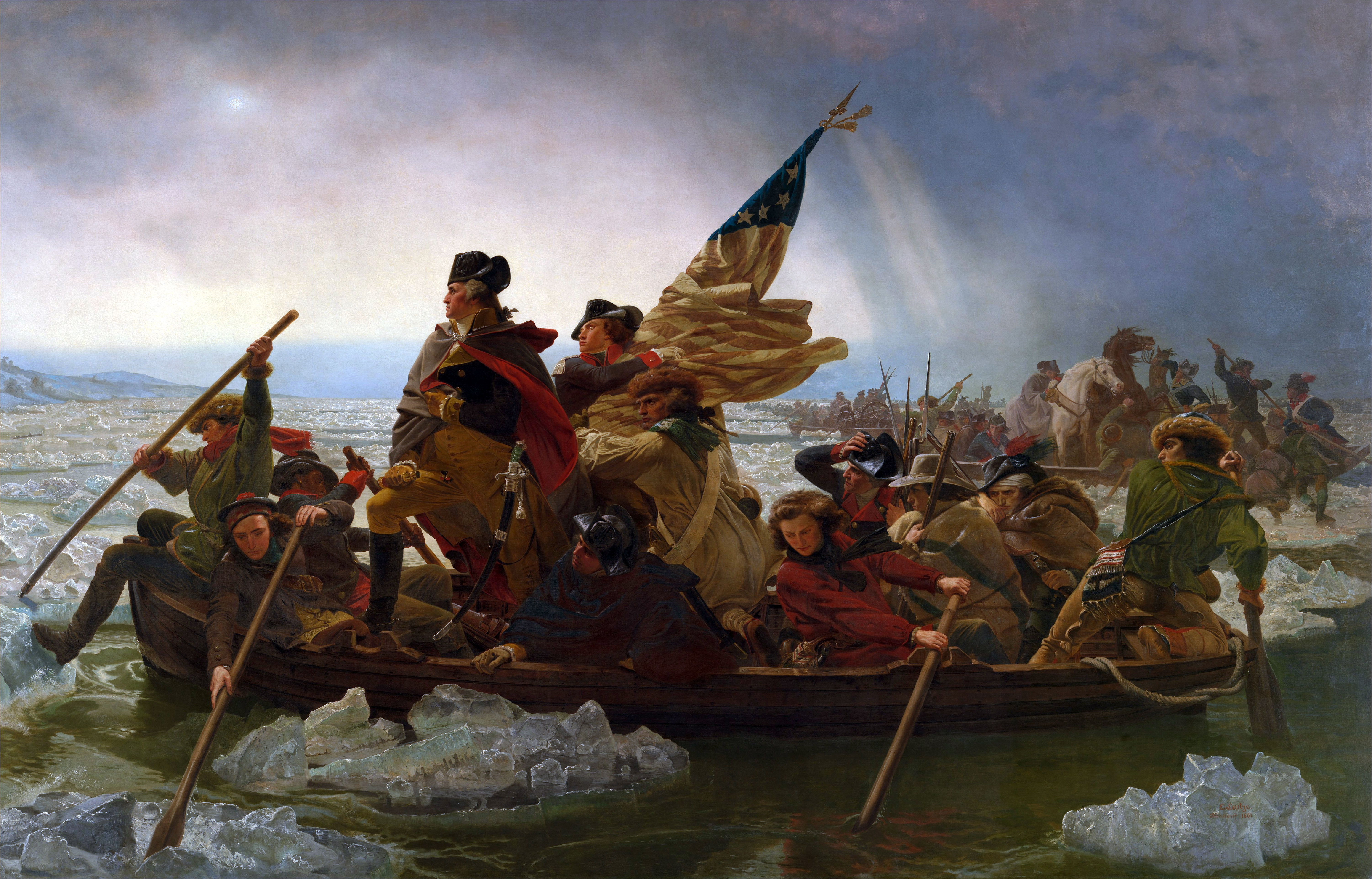
Вашингтон переправляється через Делавер (1851 р.)

Тривалий час Емануель Лойце очолював «Союз взаємодопомоги Дюссельдорфських художників». У 1848 році з його ініціативи створюється мистецьке об'єднання «Малкастен», в 1856 році — «Товариство німецьких художників». У 1842 році Лойце приїжджає в Мюнхен, а звідти — до Венеції і Рима. У 1845 він повертається в Дюссельдорф. Навіть в цей час його полотна зображують переважно події історії — наприклад, «Колумб перед Вищою радою в Саламанці». До цієї картини примикають інші, що відображали події XV—XVIII століть: «Колумб біля воріт монастиря Ла Нагіда», «Сер Волтер Релі і королева Єлизавета на прогулянці» (1845), «Торквемада підтримує короля Фердинанда, що відмовляє в прийомі посольству від євреїв» (1846), «Вашингтон в битві біля Монмута» (1852—1854) і ін.
У 1859 році Емануель Лойце повертається в США, де йому було доручено прикрасити своїми історичними картинами приміщення і зали засідань американських Конгресу і Сенату у вашингтонському Капітолії. У 1861 році художник, виконуючи це замовлення, створює монументальну настінну картину «Імперія бере курс на Захід». Творчість Емануеля Лойце прославлена в США за свою національну, патріотичну спрямованість.

## Галерея творів

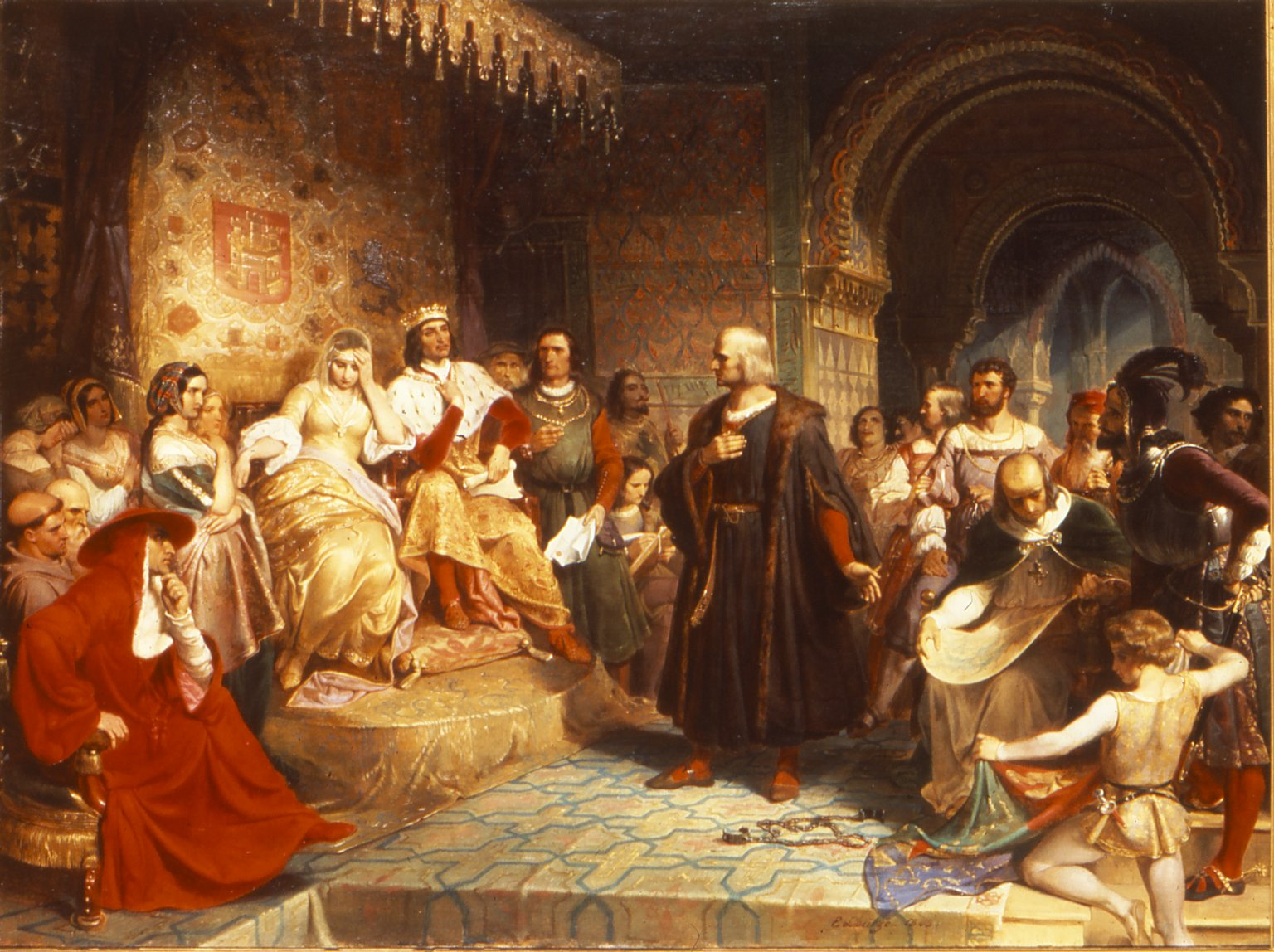
Колумб перед королевою (1843)
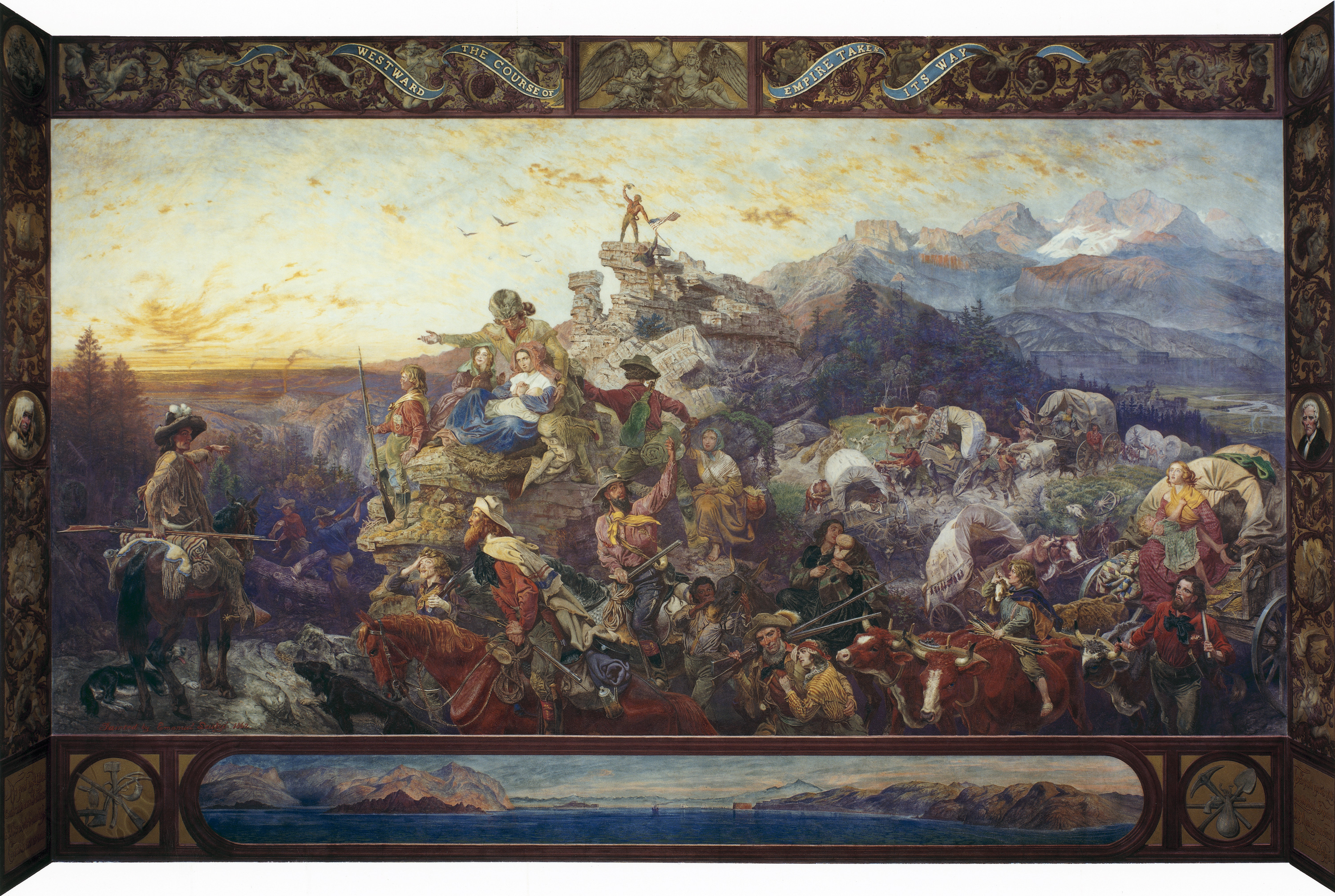
Імперія бере курс на Захід (1860)
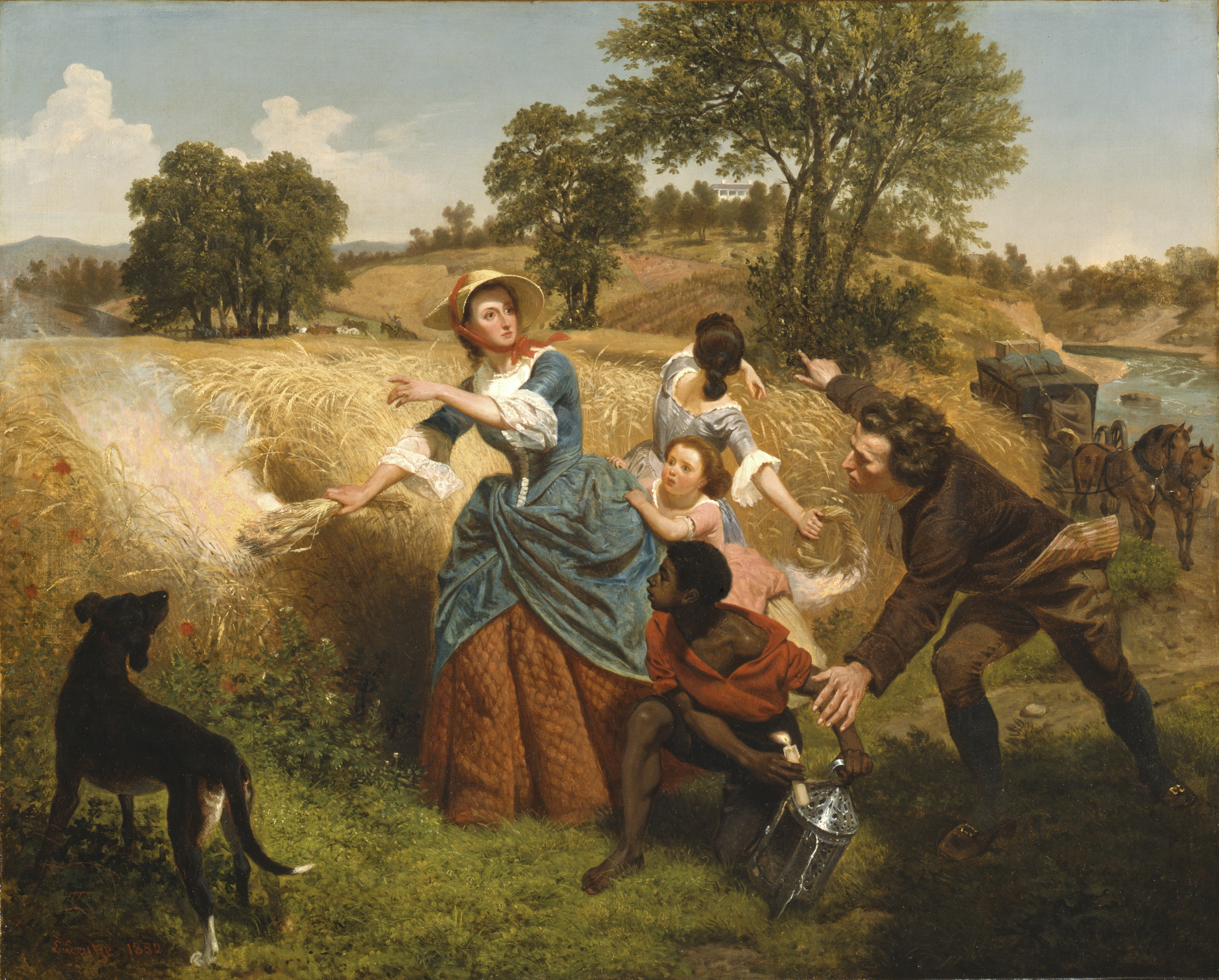
Місіс Шейлер спалює свої поля перед наступом англійців
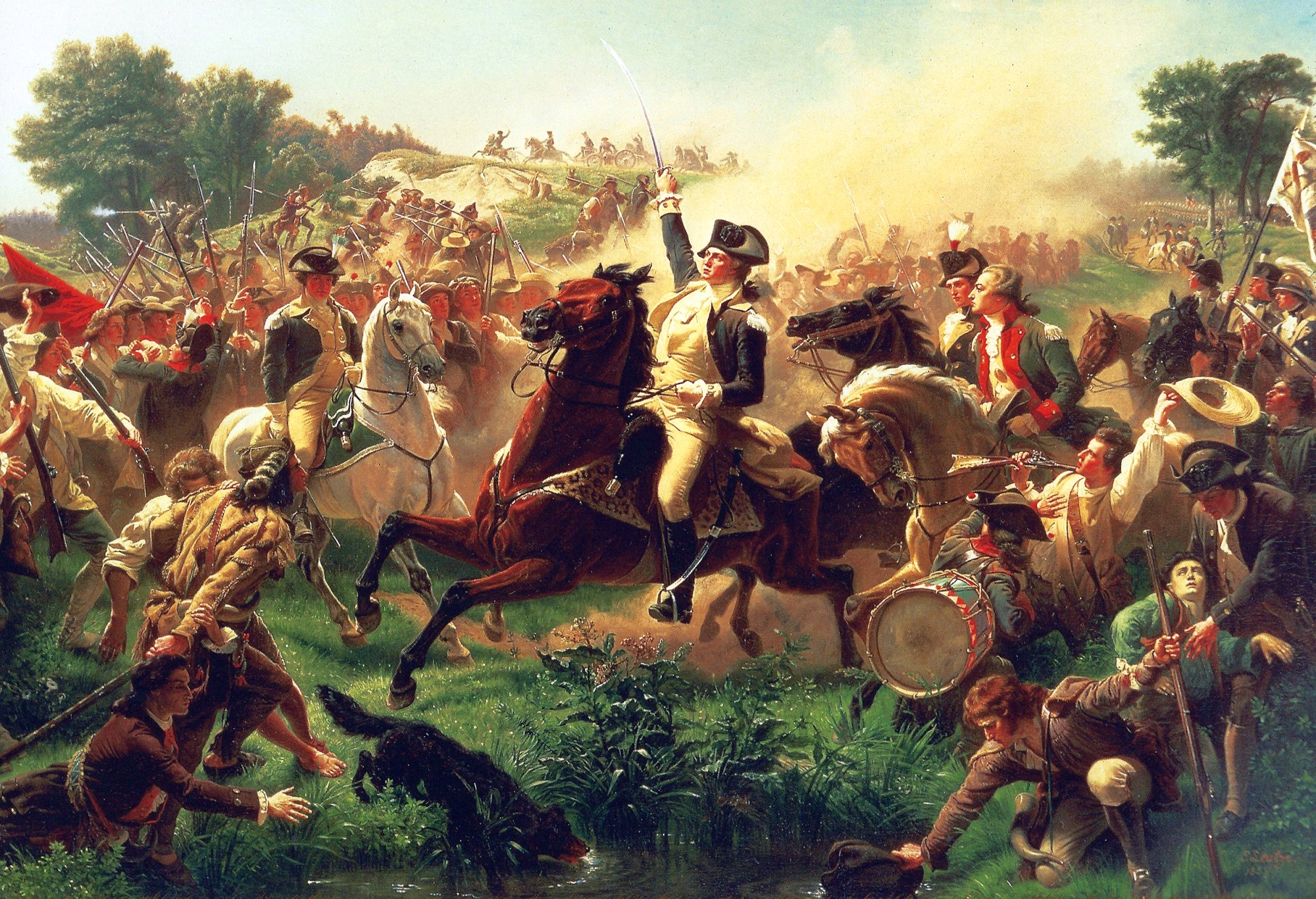
Вашингтон в Монмутському бою
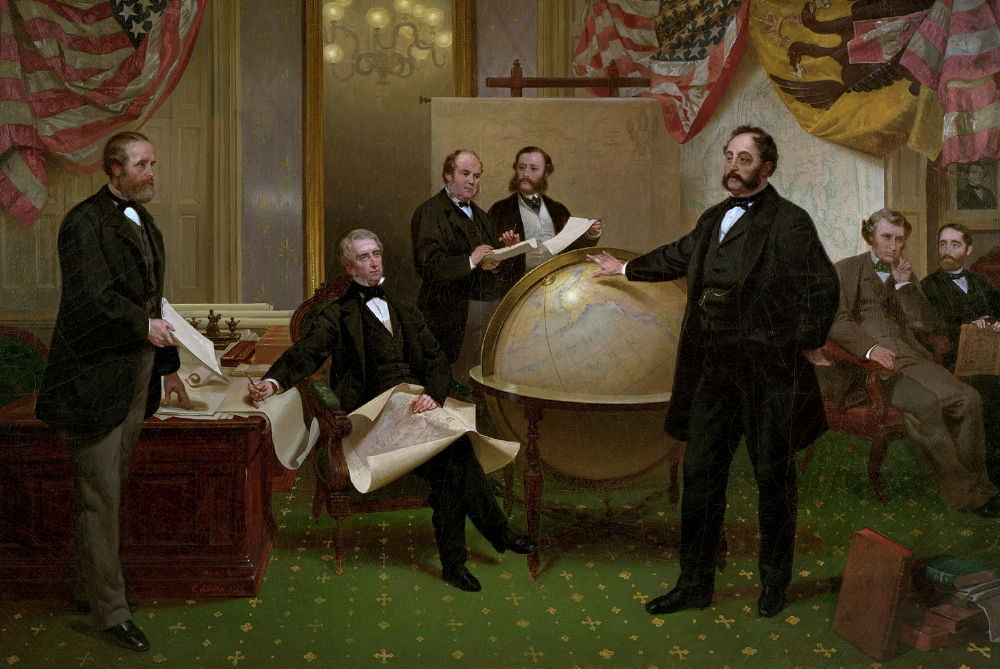
Вільям Генрі Сьюард і Едуард Стекль підписують договір купівлі-продажу Аляски
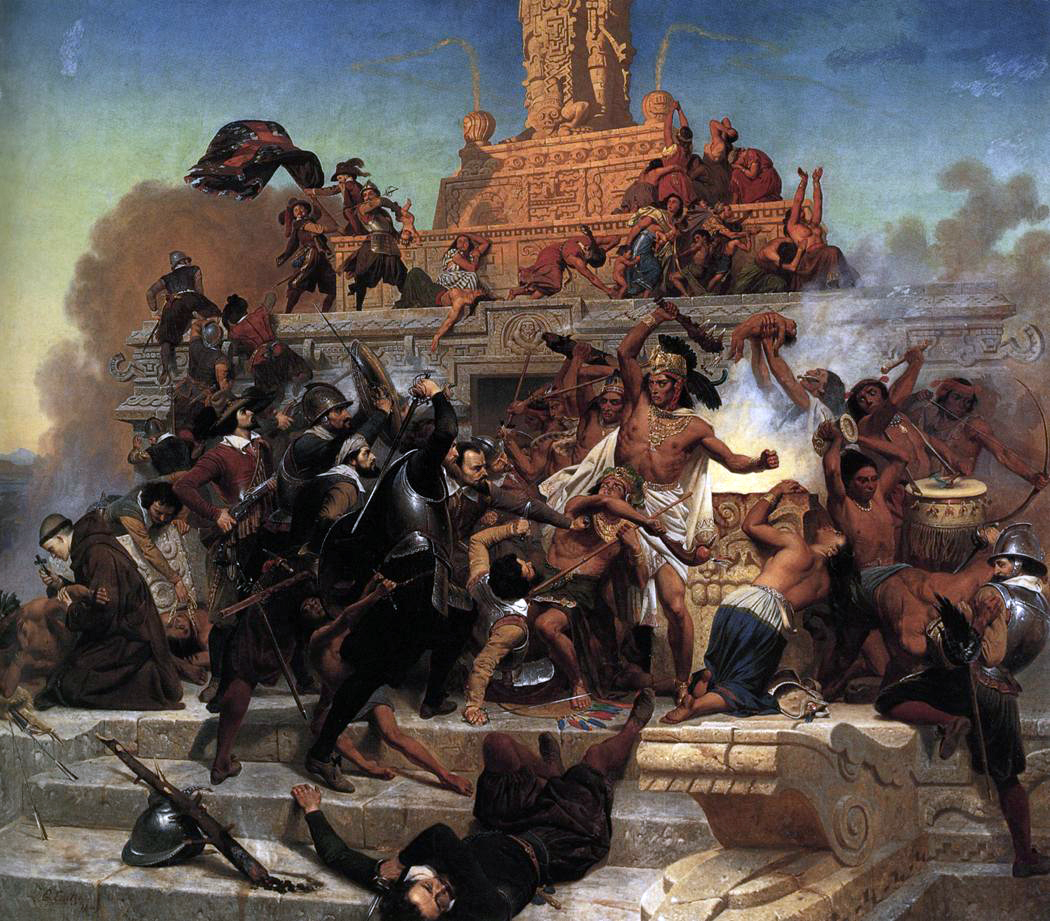
Війська Кортеса штурмують Теокалі (1848)
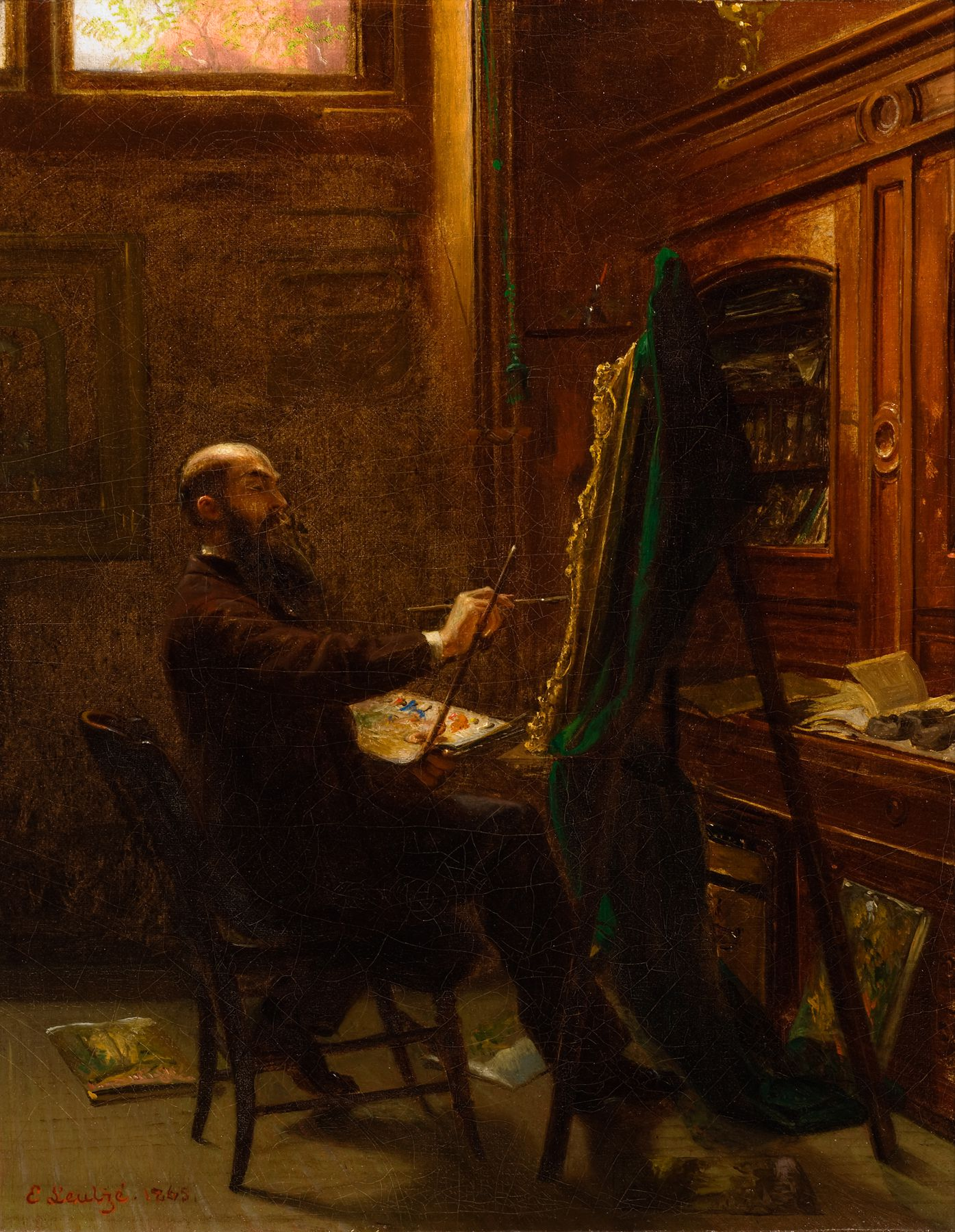
Ворінгтон Вітрідж у своїй майстерні (1865)
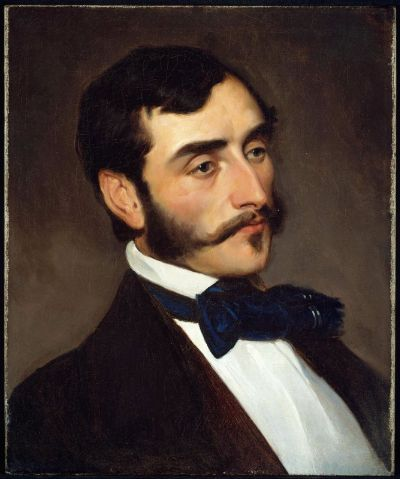
Портрет Вільяма Моріса Ханта (бл. 1845)
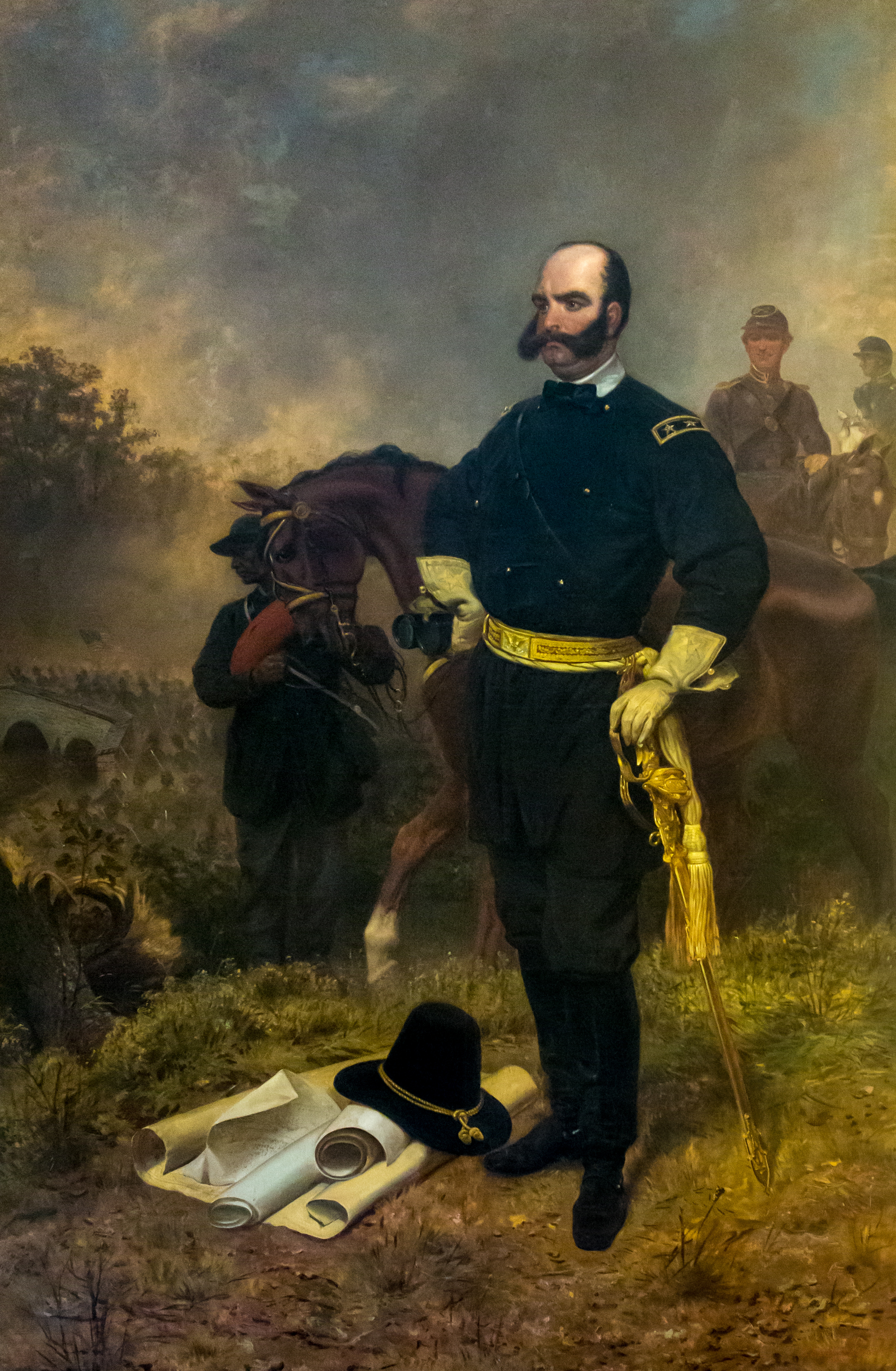
Генерал Емброуз Бернсайд в Ентітемі (1863)